# Wolfgang Binder (Moderator)

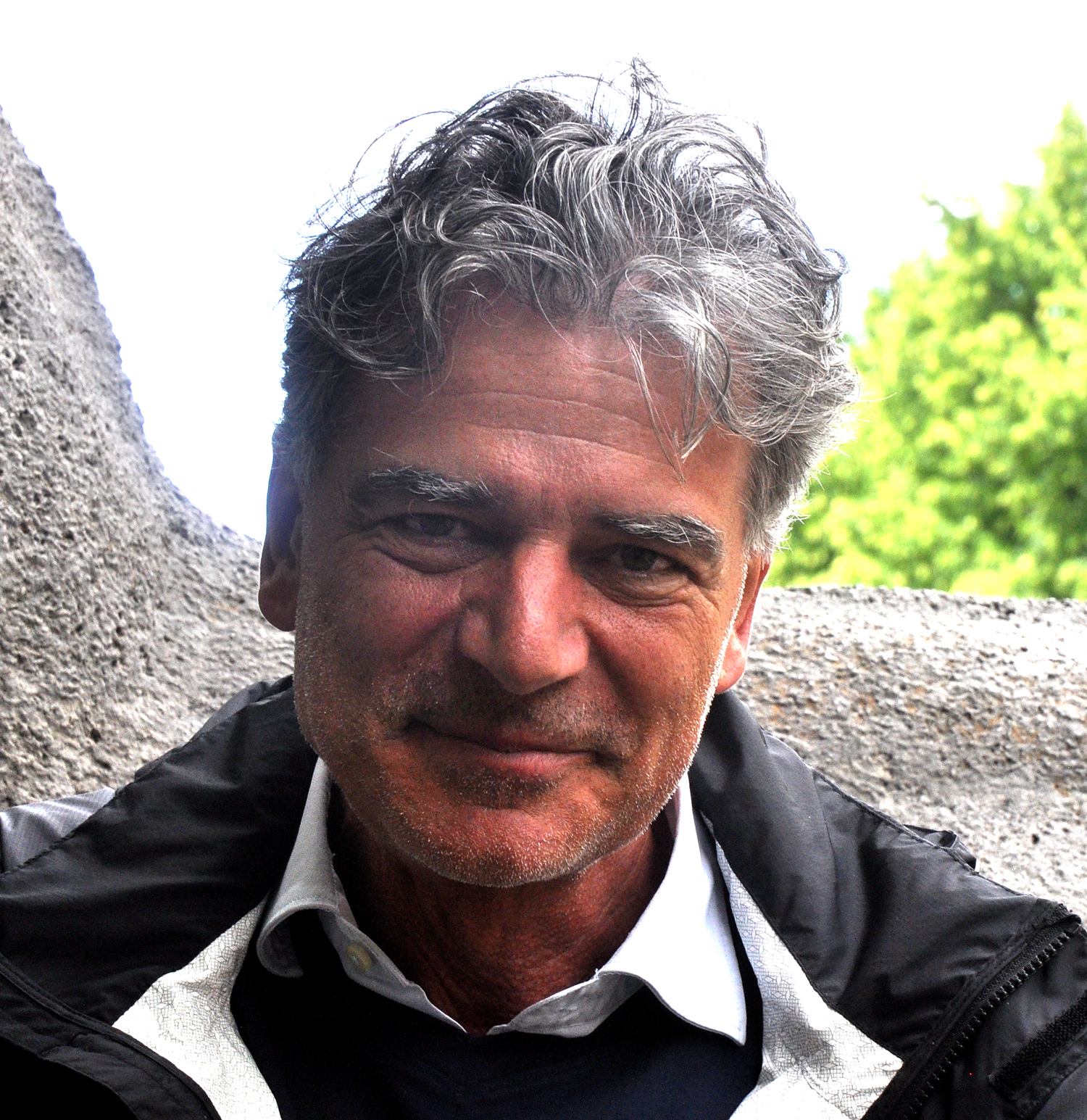
Wolfgang Binder (2016)

Wolfgang Binder (* 1957 in Rosenheim) ist ein deutscher Moderator beim Bayerischen Rundfunk (BR). 

## Leben
Wolfgang Binder, dessen Eltern unter anderem mit Wastl Fanderl befreundet waren, wuchs mit fünf Geschwistern auf, mit denen er gemeinsam Hausmusik machte. Nach dem Abitur studierte er Musik am Richard-Strauss-Konservatorium in München mit dem Hauptfach Oboe und dem Nebenfach Klavier. Er unterrichtet an einem Münchener Gymnasium Musik. Früher betrieb er Bobsport sowie Leichtathletik.

## Moderationen
In den 1980er-Jahren moderierte Binder vor allem Kindersendungen beim Privatsender Tele 5 (z. B. Bim Bam Bino). Anschließend wechselte er zum Bayerischen Rundfunk, bei dem er sich anfangs auch vorwiegend um Kindersendungen kümmerte.
- Bim Bam Bino
- Wolfgang und Grummel (ARD)
- ZDF Sonntagskonzert
- Familienzeit
- Unter vier Augen (BR)
- Tapetenwechsel (BR)
- Bei uns dahoam (Volksmusiksendung im BR)
- Wirtshausmusikanten (BR)
- ZDF Ferienprogramm 1987
- Das Bibelquiz (1991/1992, RTL)

Zeitweise gehört er zum Rateteam der Sendung  im SWR Fernsehen oder ist hierbei Lotse. 
Neben seiner Tätigkeit für das Fernsehen moderiert Wolfgang Binder häufig Veranstaltungen wie den Altbayerischen Advent oder Benefizkonzerte.